# Marcel Holzmann
Marcel Holzmann (* 3. September 1990 in Salzburg) ist ein österreichischer Fußballspieler auf der Position eines Abwehrspielers. 

## Karriere

### Vereine
Holzmann begann seine aktive Karriere als Fußballspieler im Jänner 1997 bei seinem Heimatverein, dem SV Bürmoos, in der kleinen Flachgauer Gemeinde Bürmoos, nahe der Grenze zu Deutschland. Dort durchlief er bis zum Jahre 2005 beinahe alle Jugendmannschaften, ehe er im Jänner 2005 zum SV Austria Salzburg auf Kooperationsbasis wechselte. Als die Salzburger Austria im Jahre 2005 von Red Bull übernommen wurde und in FC Red Bull Salzburg umbenannt wurde, folgte Holzmanns Wechsel in den Nachwuchsbereich des neuen Klubs. Bei Red Bull Salzburg spielte er weitere Jahre als Kooperationsspieler, bevor er im Juli 2007 als fixer Bestandteil des Vereins aufgenommen wurde.
In seiner ersten Jugendspielzeit kam der für seine Position eher kleine Holzmann bei 18 Jugendligaeinsätzen ein einziges Mal zum Torerfolg. In der Folgesaison 2006/07 agierte er wesentlich offensiver und erzielte gleich elf Tore bei 23 Meisterschaftseinsätzen. Nachdem er bis zum Ende seiner Jugendzeit hin hauptsächlich in der von Toto gesponserten U-19-Jugendliga zum Einsatz gekommen war, absolvierte er in der Spielzeit 2007/08 elf Partien, in denen er ein Mal ins gegnerische Tor traf. Neben einer ordentlichen Anzahl an Einsätzen für die zweite Profimannschaft des Vereins wurde Holzmann zur Saison 2008/09 noch in zehn U-19-Ligaspielen eingesetzt, wobei er auf eine Torbilanz von vier Treffern kam.
Seit der Saison 2008/09 steht Holzmann im Junioren-Kader des FC Red Bull Salzburg. Für die Mannschaft, die ihren Spielbetrieb in der zweitklassigen Ersten Liga hat, kam er bereits in der ersten Runde der Saison zu seinem ersten Profieinsatz. So wurde er bei der 0:2-Auswärtsniederlage gegen den SKN St. Pölten in der 60. Minute für Piero Minoretti eingewechselt und hatte nach nur einer Minute Spielzeit bereits die Chance zum ersten Mal zum Torerfolg zu kommen, was ihm allerdings nur knapp misslang. Bereits bei seinem zweiten Profiligaeinsatz kam der gebürtige Flachgauer zu seinem ersten Profitor, als er am 8. August 2008 beim 2:1-Heimsieg über den FC Admira Wacker Mödling in der 63. Minute für Raimund Friedl auf den Platz kam und exakt 30 Minuten später nach Vorlage von Manuel Pamić per Linksschuss den 2:1-Siegestreffer erzielte.
Insgesamt brachte es der junge Verteidiger in dieser Saison auf 18 Ligaeinsätze und einem Einsatz im ÖFB-Cup 2008/09, wo er am 15. August 2008 beim 7:0-Kantersieg über den FC Hallein 04 in der 57. Spielminute für den Routinier Richard Kitzbichler eingewechselt wurde. Mit der Mannschaft kam er bis in die 2. Runde des Bewerbs und schied dort mit 1:2 gegen den SV Würmla aus.
In der Spielzeit 2009/10 entwickelte sich Holzmann zu einem wahren Stammspieler in der Hintermannschaft der Red Bull Juniors und kam so bis dato (14. Mai 2010) auf 25 Meisterschaftseinsätze und einen Treffer. Außerdem avancierte er zu einem guten Vorlagengeber, wobei er es auf insgesamt vier Assists in der noch laufenden Saison brachte. Des Weiteren kam er in zwei Spielen des ÖFB-Cup 2009/10 zum Einsatz und schaffte es mit der Mannschaft abermals nur bis in die zweite Runde, wo man im Elfmeterschießen gegen den Ligakonkurrenten FC Gratkorn vom Bewerb ausschied.
Zur Saison 2010/11 wechselte Holzmann auf Leihbasis zum FC Bayern München, für dessen zweite Mannschaft er am 25. Juli 2010 (1. Spieltag) bei der 0:1-Niederlage im Auswärtsspiel gegen den SV Babelsberg 03 debütierte. In seinem achten Spiel, am 6. November 2010 (15. Spieltag), erzielte er den 1:0-Siegtreffer im Heimspiel gegen Rot-Weiß Erfurt. Nach einer halben Saison in München wechselte Holzmann zurück nach Österreich, wo er sich dem FC Lustenau anschloss.
Im Sommer 2012 wechselte er zum SKN St. Pölten, mit dem er 2015/16 in die Bundesliga aufsteigen konnte.
Im Juli 2017 wechselte er zum Ligakonkurrenten FC Admira Wacker Mödling, bei dem er einen bis Juni 2018 gültigen Vertrag erhielt. Nach der Saison 2017/18 verließ er die Admira.
Nach einem halben Jahr ohne Verein wechselte er im Jänner 2019 nach Rumänien zum FC Botoșani, bei dem er einen bis Juni 2020 laufenden Vertrag erhielt. In zweieinhalb Jahren bei Botoșani kam er zu 35 Einsätzen in der Liga 1. Zur Saison 2021/22 wechselte er innerhalb der Liga zum FC Academica Clinceni. Für Clinceni kam er zu 23 Einsätzen in der höchsten rumänischen Spielklasse. Aufgrund finanzieller Probleme wurde das Team aber zur Saison 2022/23 in die dritte Liga versetzt. Daraufhin verließ Holzmann Academica.
Nachdem er in der regulären Transferphase keinen Verein gefunden hatte, wechselte Holzmann im September 2022 ein zweites Mal nach Deutschland, diesmal zum Regionalligisten 1. FC Phönix Lübeck. Für Lübeck spielte er 25 Mal in der Regionalliga, ehe er das Team nach der Saison 2022/23 wieder verließ.
Nach einem halben Jahr ohne Verein kehrte er im Jänner 2024 nach Österreich zurück und schloss sich dem viertklassigen SV Seekirchen 1945 an.

### Nationalmannschaft
Nachdem er bereits mit der österreichischen U-19-Auswahl Erfahrung gesammelt hatte, jedoch meist nur auf Abruf bereitzustehen hatte, wurde er von U-20-Teamchef Hermann Stadler im Jahre 2009 erstmals auf Abruf in den U-20-Kader Österreichs nominiert. Als er auch für das U-20-Nationalteam immer nur auf Abruf bereitszustehen hatte, wurde er im Mai 2010 vom Trainer der österreichischen U-21-Nationalmannschaft, Andreas Herzog, in den Kader für ein freundschaftliches Länderspiel gegen die walisische U-21-Nationalmannschaft berufen. Am 18. Mai 2010 gab er schließlich sein U-21-Länderspieldebüt, als er beim 1:0-Erfolg über die Waliser von Beginn an auf dem Platz stand und über die volle Matchdauer durchspielte. Neben Holzmann gaben mit Heinz Lindner, Leonhard Kaufmann, Jürgen Prutsch, Markus Hammerer, Deni Alar, Dominik Doleschal und Lukas Kragl weitere sieben Spieler ihr U-21-Debüt.